# Sand City
Sand City, fundada en 1960, es una ciudad ubicada en el condado de Monterrey en el estado estadounidense de California. En el año 2000 tenía una población de 261 habitantes y una densidad poblacional de 34.3 personas por km².

## Geografía
Sand City se encuentra ubicada en las coordenadas 36°37′02″N 121°50′54″O / 36.61722, -121.84833. Según la Oficina del Censo, la ciudad tiene un área total de 7,6 km² (2,9 mi²), de la cual 1,5 km² (0,6 mi²) es tierra y 6,1 km² (2,4 mi²) (80.55%) es agua.

## Demografía
Según la Oficina del Censo en 2000 los ingresos medios por hogar en la localidad eran de $34,375, y los ingresos medios por familia eran $37,500. Los hombres tenían unos ingresos medios de $27,500 frente a los $30,000 para las mujeres. La renta per cápita para la localidad era de $15,455. Alrededor del 27.9% de la población estaban por debajo del umbral de pobreza.